# Fittouga
Fittouga is een gemeente (commune) in de regio Timboektoe in Mali. De gemeente telt 30.000 inwoners (2009).